# Cymbasoma bullatus
Cymbasoma bullatus is een eenoogkreeftjessoort uit de familie van de Monstrillidae. De wetenschappelijke naam van de soort is voor het eerst geldig gepubliceerd in 1909 door Scott A..